# Sportovec roku 1983

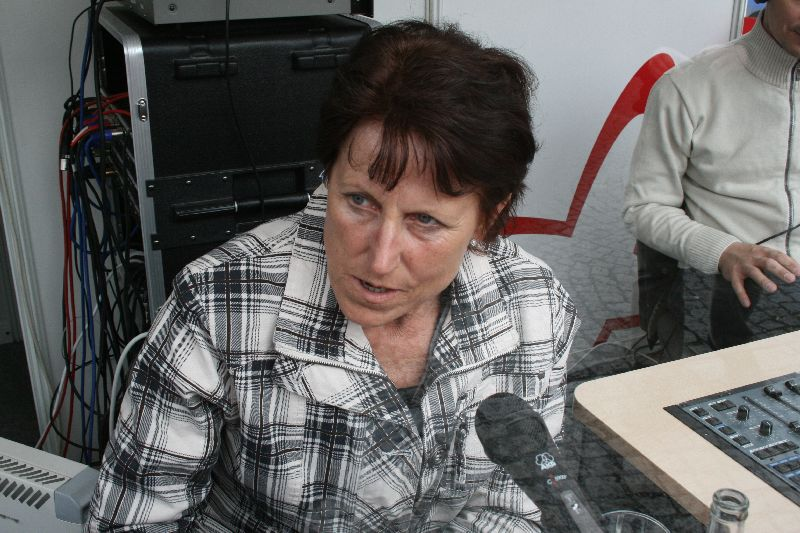
Jarmila Kratochvílová

Sportovec roku 1983 byl 25. ročník ankety sportovních novinářů o nejlepšího sportovce Československa. Vítězem se stala běžkyně Jarmila Kratochvílová, která se toho roku stala dvojnásobnou mistryní světa a vytvořila světový rekord na trati 800 metrů, který nebyl již 40 let překonán. V kategorii družstev zvítězil fedcupový tým Československa, který toho roku podruhé v historii Pohár federace  vyhrál.

## První desítka jednotlivci
1. Jarmila Kratochvílová (atletika)
2. Imrich Bugár (atletika)
3. Helena Fibingerová (atletika)
4. Jiří Vrdlovec (kanoistika)
5. Taťána Kocembová (atletika)
6. Radomír Šimůnek (cyklokros)
7. Jozef Pribilinec (atletika)
8. Pavel Ploc (skoky na lyžích)
9. Květa Jeriová (lyžování)
10. Vladimír Kocman (judo)

## První trojka družstva
1. Fedcupový tým Československa
2. Československá hokejová reprezentace
3. Československá štafeta žen v běhu na 4×400 m